# 倭里罕
倭里罕（Wali Khan，1822年—1866年），清朝新疆白山派和卓。也译作倭力汗、阿里汗、條列和卓、倭里汗條勒和卓、納斯爾。他是波罗尼都的重孙，曾在中亚浩罕汗国的支持下多次入侵新疆，并短暂统治喀什噶尔地区。倭里罕是公认的暴君，后投奔阿古柏，因参与反阿古柏政变而被处死。

## 生平
倭里罕是流亡在浩罕的一名伊斯兰教白山派和卓。他的曾祖父是大和卓波罗尼都，祖父是萨木萨克，父亲是巴布顶，叔父是张格尔。道光八年（1828年），张格尔因入侵新疆失败而被清朝处死，倭里罕长大后也图谋反攻新疆。
道光二十七年（1847年），他参与了七和卓之乱。咸丰二年（1852年）参与了铁完库里之乱，被提督桂龄击败。咸丰五年（1855年）与浩罕头目玉散霍卓依善勾结作乱。咸丰七年（1857年）又制造了一起大规模动乱，史称“倭里罕之乱”。他在攻陷喀什噶尔回城后大肆屠杀“异教徒”和“叛教者”，以堆积人头塔而臭名昭著，不久后进攻喀什噶尔汉城、叶尔羌、英吉沙尔等地未能得逞，撤出境外。
清廷多次要求浩罕汗国引渡倭里罕，均未能成功。同治四年（1865年），倭里罕又自浩罕投奔盘踞南疆的阿古柏。随后，倭里罕和一批布鲁特人士兵趁阿古柏在叶尔羌作战失败而发动政变，倭里罕擁立张格尔之子布素鲁克为汗。阿古柏反攻喀什噶尔回城，41天后城破，倭里罕被处死。